# Strażnica WOP Poluńce
Strażnica Wojsk Ochrony Pogranicza Sankury/Poluńce – nieistniejący obecnie podstawowy pododdział graniczny Wojsk Ochrony Pogranicza pełniący służbę graniczną na granicy polsko-radzieckiej.

## Formowanie i zmiany organizacyjne
Strażnica została sformowana w 1945 w strukturze 26 komendy odcinka jako 123 strażnica WOP (Sankury) o stanie 56 żołnierzy. Kierownictwo strażnicy stanowili: komendant strażnicy, zastępca komendanta do spraw polityczno-wychowawczych i zastępca do spraw zwiadu. Strażnica składała się z dwóch drużyn strzeleckich, drużyny fizylierów, drużyny łączności i gospodarczej. Etat przewidywał także instruktora do tresury psów służbowych oraz instruktora sanitarnego.
W latach 1948–31 grudnia 1950, 122 strażnica OP Połuńce była w strukturach 13 batalionu Ochrony Pogranicza.
W latach 1 stycznia 1951–15 listopada 1955, 123 strażnica WOP Poluńce była w strukturach 222 batalionu WOP i w 1951 stacjonowała w Poluńcach. 
Od 15 marca 1954 wprowadzono nową numerację strażnic. Strażnica III kategorii otrzymała numer 117.
15 listopada 1955 został zlikwidowano sztab 222 batalionu WOP w Sejnach i strażnica została podporządkowana bezpośrednio pod sztab 22 Brygady WOP. W sztabie brygady wprowadzono stanowiska nieetatowych oficerów kierunkowych odpowiedzialnych za służbę graniczną strażnic. Na początku 1956 ponownie przejściowo sformowano batalion graniczny w Sejnach i podporządkowano mu strażnicę nr 117.
Opracowany w maju 1956 przez Dowództwo WOP kolejny plan reorganizacji formacji przewidywał rozformowanie kilku brygad, sztabów, batalionów i strażnic. Ta reforma miała przede wszystkim korzyści finansowe. W wyniku tej reformy, w lipcu 1956 rozformowany został 222 Batalion WOP, a także Strażnica WOP Poluńce . Natomiast budynki zaadaptowano na szkołę.

## Ochrona granicy
Faktyczną ochronę powierzonego odcinka granicy państwowej, strażnica rozpoczęła w czerwcu 1946.
Sąsiednie strażnice
- 122 strażnica WOP Wołyńce ⇔ 124 strażnica WOP Hołny Wolmera – 1946
- 116 strażnica WOP Puńsk ⇔ 118 strażnica WOP Hołny Wolmera – 1954

## Komendanci strażnicy
- ppor. Michał Pawluczyk[4] (był w 1945)[7]
- chor. Kazimierz Stykowski p.o. (był w 1951)
- chor. Walenty Chechoń (był w 1952).